# Coppa del Mondo di sci di fondo 2017
La Coppa del Mondo di sci di fondo 2017 è stata la trentaseiesima edizione della manifestazione organizzata dalla Federazione Internazionale Sci; è iniziata il 26 novembre 2016 a Kuusamo, in Finlandia, e si è conclusa il 19 marzo 2016 a Québec, in Canada. Nel corso della stagione si sono tenuti a Lahti i Campionati mondiali di sci nordico 2017, non validi ai fini della Coppa del Mondo, il cui calendario ha dunque contemplato un'interruzione tra febbraio e marzo.
In campo sia maschile sia femminile sono state disputate 19 gare individuali (9 di distanza, 7 sprint, 3 competizioni intermedie a tappe) e 4 a squadre (2 staffette, 2 sprint), in 15 diverse località.
Tra gli uomini il norvegese Martin Johnsrud Sundby si è aggiudicato sia la coppa di cristallo, il trofeo assegnato al vincitore della classifica generale, sia la Coppa di distanza; il suo connazionale Johannes Høsflot Klæbo ha vinto la Coppa di sprint. Sundby era il detentore della Coppa generale.
Tra le donne la norvegese Heidi Weng si è aggiudicata sia la coppa di cristallo, il trofeo assegnato alla vincitrice della classifica generale, sia la Coppa di distanza; la sua connazionale Maiken Caspersen Falla ha vinto la Coppa di sprint. La norvegese Therese Johaug era la detentrice della Coppa generale.

## Uomini

### Risultati
| Data                            | Località                                      | Nazione                  | Specialità     | Primo                                                                                   | Secondo                                                                   | Terzo                                                                           |
| ------------------------------- | --------------------------------------------- | ------------------------ | -------------- | --------------------------------------------------------------------------------------- | ------------------------------------------------------------------------- | ------------------------------------------------------------------------------- |
| 26 novembre 2016                | Kuusamo                                       | Finlandia                | SP TC          | Pål Golberg                                                                             | Calle Halfvarsson                                                         | Johannes Høsflot Klæbo                                                          |
| 27 novembre 2016                | Kuusamo                                       | Finlandia                | 15 km TC       | Iivo Niskanen                                                                           | Emil Iversen                                                              | Martin Johnsrud Sundby                                                          |
| 2 dicembre 2016 4 dicembre 2016 | Lillehammer                                   | Norvegia                 | Nordic Opening | Martin Johnsrud Sundby                                                                  | Johannes Høsflot Klæbo                                                    | Matti Heikkinen                                                                 |
| 10 dicembre 2016                | Davos                                         | Svizzera                 | 30 km TL       | Martin Johnsrud Sundby                                                                  | Anders Gløersen                                                           | Matti Heikkinen                                                                 |
| 11 dicembre 2016                | Davos                                         | Svizzera                 | SP TL          | Sergej Ustjugov                                                                         | Finn Hågen Krogh                                                          | Sindre Bjørnestad Skar                                                          |
| 17 dicembre 2016                | La Clusaz                                     | Francia                  | 15 km TL MS    | Finn Hågen Krogh                                                                        | Martin Johnsrud Sundby                                                    | Aleksandr Legkov                                                                |
| 18 dicembre 2016                | La Clusaz                                     | Francia                  | 4x7,5 km       | Norvegia I Didrik Tønseth Martin Johnsrud Sundby Anders Gløersen Finn Hågen Krogh       | Russia I Evgenij Belov Aleksandr Legkov Aleksej Červotkin Sergej Ustjugov | Francia I Jean-Marc Gaillard Alexis Jeannerod Clément Parisse Maurice Manificat |
| 31 dicembre 2016 8 gennaio 2017 | Val Müstair Oberstdorf Dobbiaco Val di Fiemme | Svizzera Germania Italia | Tour de Ski    | Sergej Ustjugov                                                                         | Martin Johnsrud Sundby                                                    | Dario Cologna                                                                   |
| 14 gennaio 2017                 | Dobbiaco                                      | Italia                   | SP TL          | Sindre Bjørnestad Skar                                                                  | Simi Hamilton                                                             | Johannes Høsflot Klæbo                                                          |
| 15 gennaio 2017                 | Dobbiaco                                      | Italia                   | TS TL          | Canada Len Valjas Alex Harvey                                                           | Svezia I Karl-Johan Westberg Oskar Svensson                               | Italia I Dietmar Nöckler Federico Pellegrino                                    |
| 21 gennaio 2017                 | Ulricehamn                                    | Svezia                   | 15 km TL       | Alex Harvey                                                                             | Martin Johnsrud Sundby                                                    | Marcus Hellner                                                                  |
| 22 gennaio 2017                 | Ulricehamn                                    | Svezia                   | 4x7,5 km       | Norvegia I Simen Hegstad Krüger Martin Johnsrud Sundby Anders Gløersen Finn Hågen Krogh | Svezia I Daniel Richardsson Johan Olsson Marcus Hellner Calle Halfvarsson | Canada Devon Kershaw Alex Harvey Knute Johnsgaard Len Valjas                    |
| 28 gennaio 2017                 | Falun                                         | Svezia                   | SP TL          | Federico Pellegrino                                                                     | Emil Iversen                                                              | Sindre Bjørnestad Skar                                                          |
| 29 gennaio 2017                 | Falun                                         | Svezia                   | 30 km TC MS    | Emil Iversen                                                                            | Martin Johnsrud Sundby                                                    | Calle Halfvarsson                                                               |
| 3 febbraio 2017                 | Pyeongchang Alpensia                          | Corea del Sud            | SP TC          | Gleb Retivych                                                                           | Sondre Turvoll Fossli                                                     | Andrej Parfenov                                                                 |
| 4 febbraio 2017                 | Pyeongchang Alpensia                          | Corea del Sud            | 30 km ST       | Pëtr Sedov                                                                              | Daniel Stock                                                              | Mathias Rundgreen                                                               |
| 5 febbraio 2017                 | Pyeongchang Alpensia                          | Corea del Sud            | TS TL          | Russia I Andrej Parfenov Gleb Retivych                                                  | Francia Baptiste Gros Lucas Chanavat                                      | Russia II Artëm Mal'cev Nikita Krjukov                                          |
| 18 febbraio 2017                | Otepää                                        | Estonia                  | SP TL          | Johannes Høsflot Klæbo                                                                  | Finn Hågen Krogh                                                          | Sergej Ustjugov                                                                 |
| 19 febbraio 2017                | Otepää                                        | Estonia                  | 15 km TC       | Martin Johnsrud Sundby                                                                  | Iivo Niskanen                                                             | Hans Christer Holund                                                            |
| 8 marzo 2017                    | Drammen                                       | Norvegia                 | SP TC          | Eirik Brandsdal                                                                         | Johannes Høsflot Klæbo                                                    | Sergej Ustjugov                                                                 |
| 11 marzo 2017                   | Oslo                                          | Norvegia                 | 50 km TC MS    | Martin Johnsrud Sundby                                                                  | Iivo Niskanen                                                             | Aleksandr Bessmertnych                                                          |
| 17 marzo 2017 19 marzo 2017     | Québec                                        | Canada                   | Finali         | Johannes Høsflot Klæbo                                                                  | Alex Harvey                                                               | Niklas Dyrhaug                                                                  |

Legenda:

TC = tecnica classica

TL = tecnica libera

SP = sprint

ST = skiathlon

TS = sprint a squadre

MS = partenza in linea

#### Competizioni intermedie
| Nordic Opening 2017 |                   |                   |                   |                        |                        |                        |
| Data                | Località          | Nazione           | Specialità        | Primo                  | Secondo                | Terzo                  |
| 2 dicembre 2016     | Lillehammer       | Norvegia          | SP TC             | Calle Halfvarsson      | Emil Iversen           | Teodor Peterson        |
| 3 dicembre 2016     | Lillehammer       | Norvegia          | 10 km TL          | Calle Halfvarsson      | Marcus Hellner         | Sergej Ustjugov        |
| 4 dicembre 2016     | Lillehammer       | Norvegia          | 15 km TC PU       | Matti Heikkinen        | Martin Johnsrud Sundby | Pål Golberg            |
| Classifica finale   | Classifica finale | Classifica finale | Classifica finale | Martin Johnsrud Sundby | Johannes Høsflot Klæbo | Matti Heikkinen        |
|                     |                   |                   |                   |                        |                        |                        |
| Tour de Ski 2017    |                   |                   |                   |                        |                        |                        |
| Data                | Località          | Nazione           | Specialità        | Primo                  | Secondo                | Terzo                  |
| 31 dicembre 2016    | Val Müstair       | Svizzera          | SP TL             | Sergej Ustjugov        | Federico Pellegrino    | Finn Hågen Krogh       |
| 1 gennaio 2017      | Val Müstair       | Svizzera          | 10 km TC MS       | Sergej Ustjugov        | Martin Johnsrud Sundby | Didrik Tønseth         |
| 3 gennaio 2017      | Oberstdorf        | Germania          | 20 km ST          | Sergej Ustjugov        | Martin Johnsrud Sundby | Dario Cologna          |
| 4 gennaio 2017      | Oberstdorf        | Germania          | 15 km TL PU       | Sergej Ustjugov        | Martin Johnsrud Sundby | Alex Harvey            |
| 6 gennaio 2017      | Dobbiaco          | Italia            | 10 km TL          | Sergej Ustjugov        | Maurice Manificat      | Simen Hegstad Krüger   |
| 7 gennaio 2017      | Val di Fiemme     | Italia            | 15 km TC MS       | Martin Johnsrud Sundby | Sergej Ustjugov        | Matti Heikkinen        |
| 8 gennaio 2017      | Val di Fiemme     | Italia            | 9 km TL PU        | Maurice Manificat      | Matti Heikkinen        | Hans Christer Holund   |
| Classifica finale   | Classifica finale | Classifica finale | Classifica finale | Sergej Ustjugov        | Martin Johnsrud Sundby | Dario Cologna          |
|                     |                   |                   |                   |                        |                        |                        |
| Finali 2017         |                   |                   |                   |                        |                        |                        |
| Data                | Località          | Nazione           | Specialità        | Primo                  | Secondo                | Terzo                  |
| 17 marzo 2017       | Québec            | Canada            | SP TL             | Alex Harvey            | Finn Hågen Krogh       | Richard Jouve          |
| 18 marzo 2017       | Québec            | Canada            | 15 km TC MS       | Johannes Høsflot Klæbo | Niklas Dyrhaug         | Aleksandr Bessmertnych |
| 19 marzo 2017       | Québec            | Canada            | 15 km TL PU       | Marcus Hellner         | Andrew Musgrave        | Sjur Røthe             |
| Classifica finale   | Classifica finale | Classifica finale | Classifica finale | Johannes Høsflot Klæbo | Alex Harvey            | Niklas Dyrhaug         |

Legenda:

TC = tecnica classica

TL = tecnica libera

SP = sprint

PU = inseguimento

ST = skiathlon

MS = partenza in linea

### Classifiche

#### Generale
| Pos. | Nome                   | Nazione   | Punti |
| ---- | ---------------------- | --------- | ----- |
| 1    | Martin Johnsrud Sundby | Norvegia  | 1626  |
| 2    | Sergej Ustjugov        | Russia    | 1176  |
| 3    | Alex Harvey            | Canada    | 1128  |
| 4    | Johannes Høsflot Klæbo | Norvegia  | 884   |
| 5    | Matti Heikkinen        | Finlandia | 869   |
| 6    | Marcus Hellner         | Svezia    | 815   |
| 7    | Dario Cologna          | Svizzera  | 788   |
| 8    | Niklas Dyrhaug         | Norvegia  | 758   |
| 9    | Sjur Røthe             | Norvegia  | 673   |
| 10   | Finn Hågen Krogh       | Norvegia  | 660   |

#### Distanza
| Pos. | Nome                   | Nazione   | Punti |
| ---- | ---------------------- | --------- | ----- |
| 1    | Martin Johnsrud Sundby | Norvegia  | 1056  |
| 2    | Alex Harvey            | Canada    | 588   |
| 3    | Matti Heikkinen        | Finlandia | 555   |
| 4    | Iivo Niskanen          | Finlandia | 475   |
| 5    | Niklas Dyrhaug         | Norvegia  | 468   |

#### Sprint
| Pos. | Nome                   | Nazione  | Punti |
| ---- | ---------------------- | -------- | ----- |
| 1    | Johannes Høsflot Klæbo | Norvegia | 399   |
| 2    | Federico Pellegrino    | Italia   | 363   |
| 3    | Sindre Bjørnestad Skar | Norvegia | 338   |
| 4    | Finn Hågen Krogh       | Norvegia | 323   |
| 5    | Sergej Ustjugov        | Russia   | 322   |

## Donne

### Risultati
| Data                            | Località                                      | Nazione                  | Specialità     | Prima                                                                                   | Seconda                                                                        | Terza                                                                   |
| ------------------------------- | --------------------------------------------- | ------------------------ | -------------- | --------------------------------------------------------------------------------------- | ------------------------------------------------------------------------------ | ----------------------------------------------------------------------- |
| 26 novembre 2016                | Kuusamo                                       | Finlandia                | SP TC          | Stina Nilsson                                                                           | Maiken Caspersen Falla                                                         | Heidi Weng                                                              |
| 27 novembre 2016                | Kuusamo                                       | Finlandia                | 10 km TC       | Marit Bjørgen                                                                           | Krista Pärmäkoski                                                              | Heidi Weng                                                              |
| 2 dicembre 2016 4 dicembre 2016 | Lillehammer                                   | Norvegia                 | Nordic Opening | Heidi Weng                                                                              | Ingvild Flugstad Østberg                                                       | Krista Pärmäkoski                                                       |
| 10 dicembre 2016                | Davos                                         | Svizzera                 | 15 km TL       | Ingvild Flugstad Østberg                                                                | Heidi Weng                                                                     | Krista Pärmäkoski                                                       |
| 11 dicembre 2016                | Davos                                         | Svizzera                 | SP TL          | Maiken Caspersen Falla                                                                  | Ingvild Flugstad Østberg                                                       | Hanna Falk                                                              |
| 17 dicembre 2016                | La Clusaz                                     | Francia                  | 10 km TL MS    | Heidi Weng                                                                              | Marit Bjørgen                                                                  | Ingvild Flugstad Østberg                                                |
| 18 dicembre 2016                | La Clusaz                                     | Francia                  | 4x5 km         | Norvegia Ingvild Flugstad Østberg Marit Bjørgen Ragnhild Haga Heidi Weng                | Finlandia Aino-Kaisa Saarinen Anne Kyllönen Riitta-Liisa Roponen Laura Mononen | Svezia Emma Wikén Stina Nilsson Maria Rydqvist Anna Dyvik               |
| 31 dicembre 2016 8 gennaio 2017 | Val Müstair Oberstdorf Dobbiaco Val di Fiemme | Svizzera Germania Italia | Tour de Ski    | Heidi Weng                                                                              | Krista Pärmäkoski                                                              | Stina Nilsson                                                           |
| 14 gennaio 2017                 | Dobbiaco                                      | Italia                   | SP TL          | Natal'ja Matveeva                                                                       | Maiken Caspersen Falla                                                         | Hanna Falk                                                              |
| 14 gennaio 2017                 | Dobbiaco                                      | Italia                   | TS TL          | Russia I Julija Belorukova Natal'ja Matveeva                                            | Svezia I Ida Ingemarsdotter Hanna Falk                                         | Norvegia I Astrid Uhrenholdt Jacobsen Maiken Caspersen Falla            |
| 21 gennaio 2017                 | Ulricehamn                                    | Svezia                   | 10 km TL       | Marit Bjørgen                                                                           | Krista Pärmäkoski                                                              | Charlotte Kalla                                                         |
| 22 gennaio 2017                 | Ulricehamn                                    | Svezia                   | 4x5 km         | Norvegia I Ingvild Flugstad Østberg Heidi Weng Astrid Uhrenholdt Jacobsen Marit Bjørgen | Germania Katharina Hennig Stefanie Böhler Victoria Carl Sandra Ringwald        | Svezia I Ida Ingemarsdotter Sofia Henriksson Charlotte Kalla Hanna Falk |
| 28 gennaio 2017                 | Falun                                         | Svezia                   | SP TL          | Stina Nilsson                                                                           | Maiken Caspersen Falla                                                         | Heidi Weng                                                              |
| 29 gennaio 2017                 | Falun                                         | Svezia                   | 15 km TC MS    | Marit Bjørgen                                                                           | Ingvild Flugstad Østberg                                                       | Heidi Weng                                                              |
| 3 febbraio 2017                 | Pyeongchang Alpensia                          | Corea del Sud            | SP TC          | Anamarija Lampič                                                                        | Silje Øyre Slind                                                               | Ida Sargent                                                             |
| 4 febbraio 2017                 | Pyeongchang Alpensia                          | Corea del Sud            | 15 km ST       | Justyna Kowalczyk                                                                       | Liz Stephen                                                                    | Masako Ishida                                                           |
| 5 febbraio 2017                 | Pyeongchang Alpensia                          | Corea del Sud            | TS TL          | Svezia I Elin Mohlin Maria Nordström                                                    | Norvegia I Anna Svendsen Silje Øyre Slind                                      | Stati Uniti I Sophie Caldwell Ida Sargent                               |
| 18 febbraio 2017                | Otepää                                        | Estonia                  | SP TL          | Stina Nilsson                                                                           | Maiken Caspersen Falla                                                         | Heidi Weng                                                              |
| 19 febbraio 2017                | Otepää                                        | Estonia                  | 10 km TC       | Marit Bjørgen                                                                           | Charlotte Kalla                                                                | Heidi Weng                                                              |
| 8 marzo 2017                    | Drammen                                       | Norvegia                 | SP TC          | Stina Nilsson                                                                           | Krista Pärmäkoski                                                              | Hanna Falk                                                              |
| 12 marzo 2017                   | Oslo                                          | Norvegia                 | 30 km TC MS    | Marit Bjørgen                                                                           | Krista Pärmäkoski                                                              | Kerttu Niskanen                                                         |
| 17 marzo 2017 19 marzo 2017     | Québec                                        | Canada                   | Finali         | Marit Bjørgen                                                                           | Heidi Weng                                                                     | Stina Nilsson                                                           |

Legenda:

TC = tecnica classica

TL = tecnica libera

SP = sprint

ST = skiathlon

TS = sprint a squadre

MS = partenza in linea

#### Competizioni intermedie
| Nordic Opening 2017 |                   |                   |                   |                          |                          |                          |
| Data                | Località          | Nazione           | Specialità        | Primo                    | Secondo                  | Terzo                    |
| 2 dicembre 2016     | Lillehammer       | Norvegia          | SP TC             | Heidi Weng               | Maiken Caspersen Falla   | Hanna Falk               |
| 3 dicembre 2016     | Lillehammer       | Norvegia          | 5 km TL           | Jessica Diggins          | Heidi Weng               | Marit Bjørgen            |
| 4 dicembre 2016     | Lillehammer       | Norvegia          | 10 km TC PU       | Krista Pärmäkoski        | Ingvild Flugstad Østberg | Heidi Weng               |
| Classifica finale   | Classifica finale | Classifica finale | Classifica finale | Heidi Weng               | Ingvild Flugstad Østberg | Krista Pärmäkoski        |
|                     |                   |                   |                   |                          |                          |                          |
| Tour de Ski 2017    |                   |                   |                   |                          |                          |                          |
| Data                | Località          | Nazione           | Specialità        | Primo                    | Secondo                  | Terzo                    |
| 31 dicembre 2016    | Val Müstair       | Svizzera          | SP TL             | Stina Nilsson            | Maiken Caspersen Falla   | Heidi Weng               |
| 1 gennaio 2017      | Val Müstair       | Svizzera          | 5 km TC MS        | Ingvild Flugstad Østberg | Heidi Weng               | Krista Pärmäkoski        |
| 3 gennaio 2017      | Oberstdorf        | Germania          | 10 km ST          | Stina Nilsson            | Jessica Diggins          | Heidi Weng               |
| 4 gennaio 2017      | Oberstdorf        | Germania          | 10 km TL PU       | Stina Nilsson            | Heidi Weng               | Ingvild Flugstad Østberg |
| 6 gennaio 2017      | Dobbiaco          | Italia            | 5 km TL           | Jessica Diggins          | Krista Pärmäkoski        | Sadie Bjornsen           |
| 7 gennaio 2017      | Val di Fiemme     | Italia            | 10 km TC MS       | Stina Nilsson            | Anne Kyllönen            | Charlotte Kalla          |
| 8 gennaio 2017      | Val di Fiemme     | Italia            | 9 km TL PU        | Heidi Weng               | Liz Stephen              | Kerttu Niskanen          |
| Classifica finale   | Classifica finale | Classifica finale | Classifica finale | Heidi Weng               | Krista Pärmäkoski        | Stina Nilsson            |
|                     |                   |                   |                   |                          |                          |                          |
| Finali 2017         |                   |                   |                   |                          |                          |                          |
| Data                | Località          | Nazione           | Specialità        | Primo                    | Secondo                  | Terzo                    |
| 17 marzo 2017       | Québec            | Canada            | SP TL             | Stina Nilsson            | Maiken Caspersen Falla   | Hanna Falk               |
| 18 marzo 2017       | Québec            | Canada            | 10 km TC MS       | Marit Bjørgen            | Heidi Weng               | Krista Pärmäkoski        |
| 19 marzo 2017       | Québec            | Canada            | 10 km TL PU       | Marit Bjørgen            | Heidi Weng               | Stina Nilsson            |
| Classifica finale   | Classifica finale | Classifica finale | Classifica finale | Marit Bjørgen            | Heidi Weng               | Stina Nilsson            |

Legenda:

TC = tecnica classica

TL = tecnica libera

SP = sprint

PU = inseguimento

ST = skiathlon

MS = partenza in linea

### Classifiche

#### Generale
| Pos. | Nome                     | Nazione     | Punti |
| ---- | ------------------------ | ----------- | ----- |
| 1    | Heidi Weng               | Norvegia    | 2032  |
| 2    | Krista Pärmäkoski        | Finlandia   | 1618  |
| 3    | Ingvild Flugstad Østberg | Norvegia    | 1517  |
| 4    | Stina Nilsson            | Svezia      | 1437  |
| 5    | Marit Bjørgen            | Norvegia    | 1307  |
| 6    | Jessica Diggins          | Stati Uniti | 912   |
| 7    | Maiken Caspersen Falla   | Norvegia    | 866   |
| 8    | Kerttu Niskanen          | Finlandia   | 704   |
| 9    | Charlotte Kalla          | Svezia      | 660   |
| 10   | Laura Mononen            | Finlandia   | 605   |

#### Distanza
| Pos. | Nome                     | Nazione   | Punti |
| ---- | ------------------------ | --------- | ----- |
| 1    | Heidi Weng               | Norvegia  | 951   |
| 2    | Marit Bjørgen            | Norvegia  | 854   |
| 3    | Krista Pärmäkoski        | Finlandia | 807   |
| 4    | Ingvild Flugstad Østberg | Norvegia  | 771   |
| 5    | Charlotte Kalla          | Svezia    | 491   |

#### Sprint
| Pos. | Nome                     | Nazione  | Punti |
| ---- | ------------------------ | -------- | ----- |
| 1    | Maiken Caspersen Falla   | Norvegia | 558   |
| 2    | Stina Nilsson            | Svezia   | 520   |
| 3    | Hanna Falk               | Svezia   | 359   |
| 4    | Heidi Weng               | Norvegia | 321   |
| 5    | Ingvild Flugstad Østberg | Norvegia | 306   |